# Coqueiro
O coqueiro (Cocos nucifera), é um membro da família Arecaceae (família das palmeiras). É a única espécie classificada no gênero Cocos.
É uma planta que pode crescer até 30 metros de altura, com folhas pinadas de 4–6 m de comprimento, com pinas de 60–90 cm. As folhas caem completamente, deixando o tronco liso.

## Distribuição
O coqueiro tem origem na Ásia. A planta foi introduzida no Brasil pelos portugueses, através de espécies introduzidas de Cabo Verde, disseminando-se por muitas regiões, principalmente pelo litoral nordestino.
Os cocos espalharam-se através dos trópicos, em particular ao longo da linha costeira tropical.
Como o seu fruto é pouco denso e flutua, a planta é espalhada prontamente pelas correntes marinhas que podem carregar os cocos a distâncias significativas. A palmeira do coco prospera em solos arenosos e salinos nas áreas com luz solar abundante e pancadas de chuva regulares (75–100 cm anualmente).
Já foram encontrados cocos transportados pelo mar tão ao norte como na Noruega em estado viável, que germinaram subsequentemente em circunstâncias apropriadas. Entretanto, nas ilhas do Havaí, o coco é considerado como introdução, trazida primeiramente às ilhas há muito tempo por viajantes polinésios de sua terra natal no Sul do Pacífico.

## Fruto

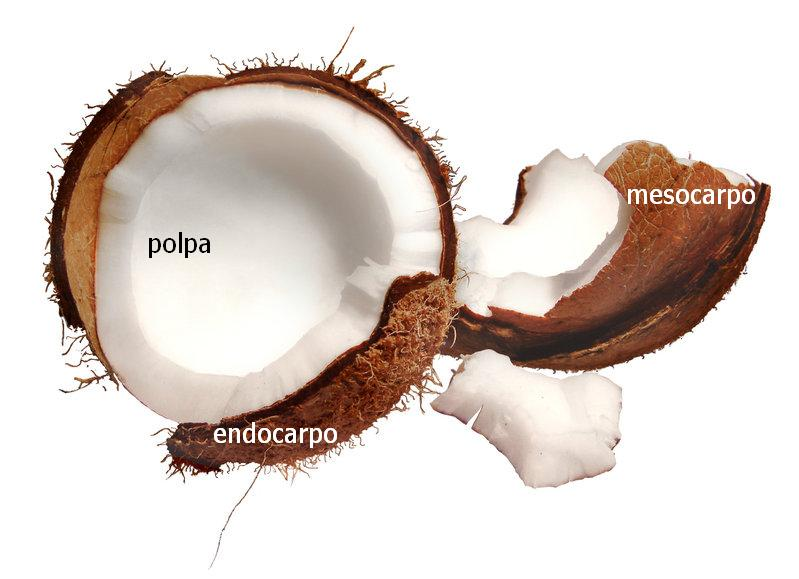
Coco

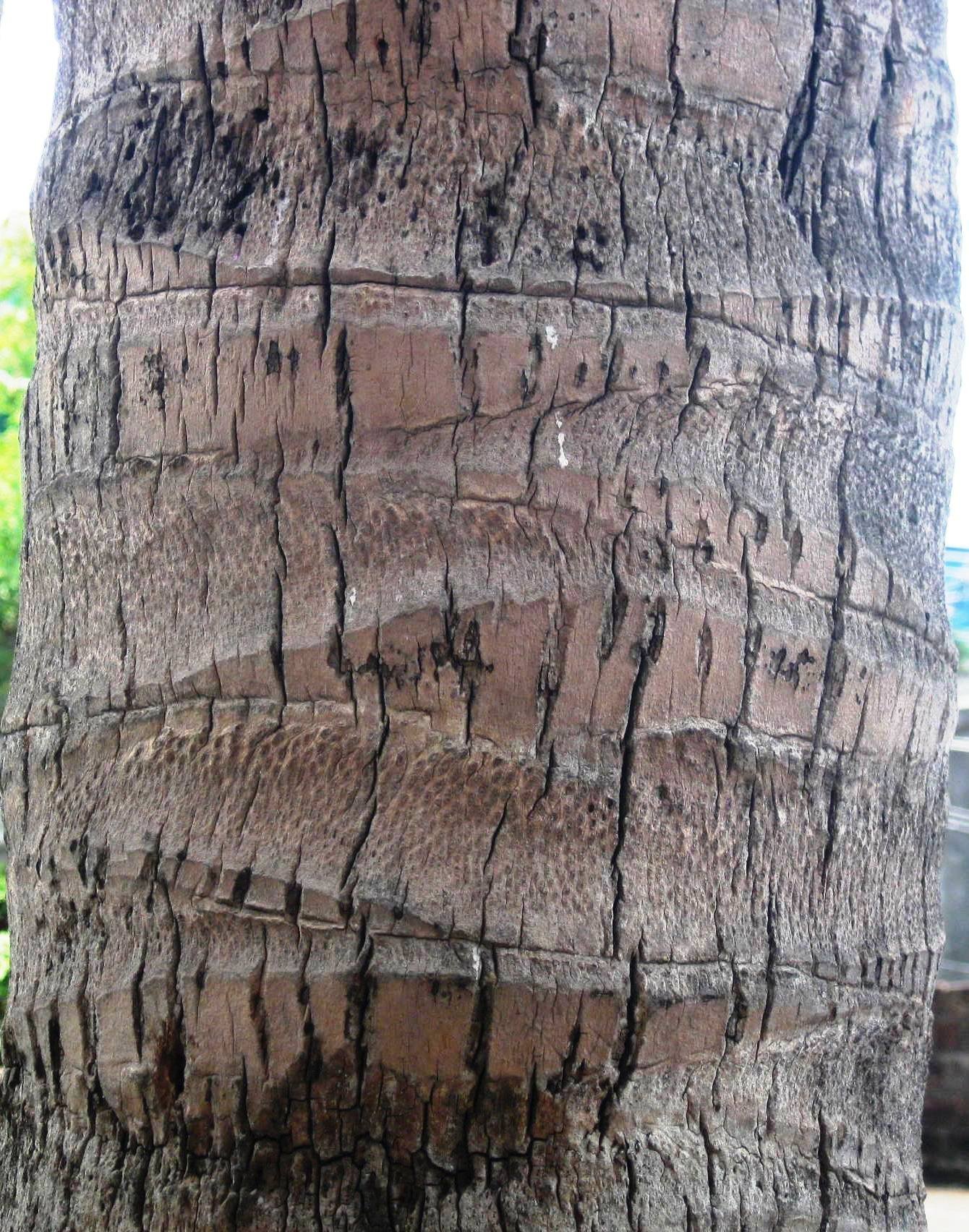
Tronco de coqueiro

Botanicamente falando, um coco é um fruto seco simples classificado como drupa fibrosa (não uma noz). A casca (mesocarpo) é fibrosa e envolve um caroço (o endocarpo lenhoso). Este endocarpo duro tem três poros de germinação, visíveis ao remover a casca. É através de um destes que o embrião e a radícula rompem o tegumento do endocarpo.

### Origem do nome
O termo coco foi atribuído pelos portugueses no território asiático de Malabar, durante a viagem de Vasco da Gama à Índia (1497-1498), a partir da associação da aparência do fruto, visto da extremidade, em que o endocarpo e os poros de germinação assemelham-se à face de uma coca (masculino, coco), monstro imaginário com que se assustam as crianças (o mesmo que papão; ogro), conforme conta o historiador João de Barros no seu livro Décadas da Ásia (1563) 
"[...]por razão da qual figura, sem ser figura, os nossos lhe chamaram coco, nome imposto pelas mulheres a qualquer coisa, com que querem fazer medo às crianças, o qual nome assim lhe ficou, que ninguém lhe sabe outro, [...]".

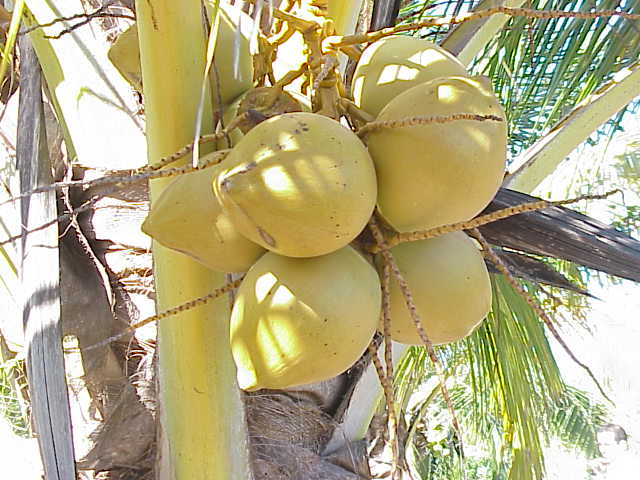
Frutos na árvore
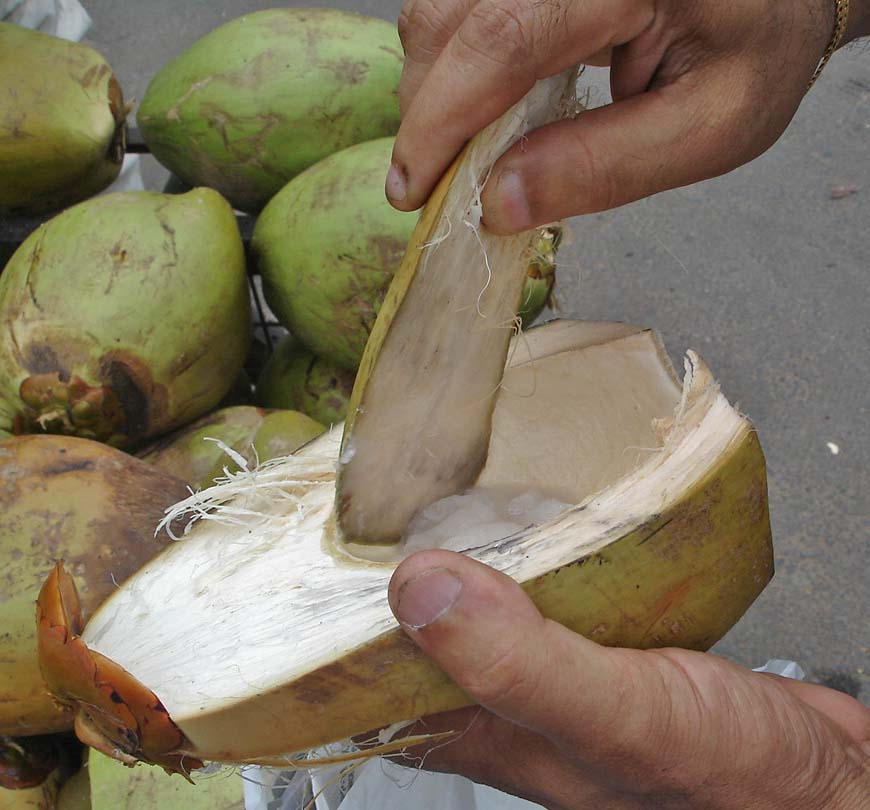
Coco verde
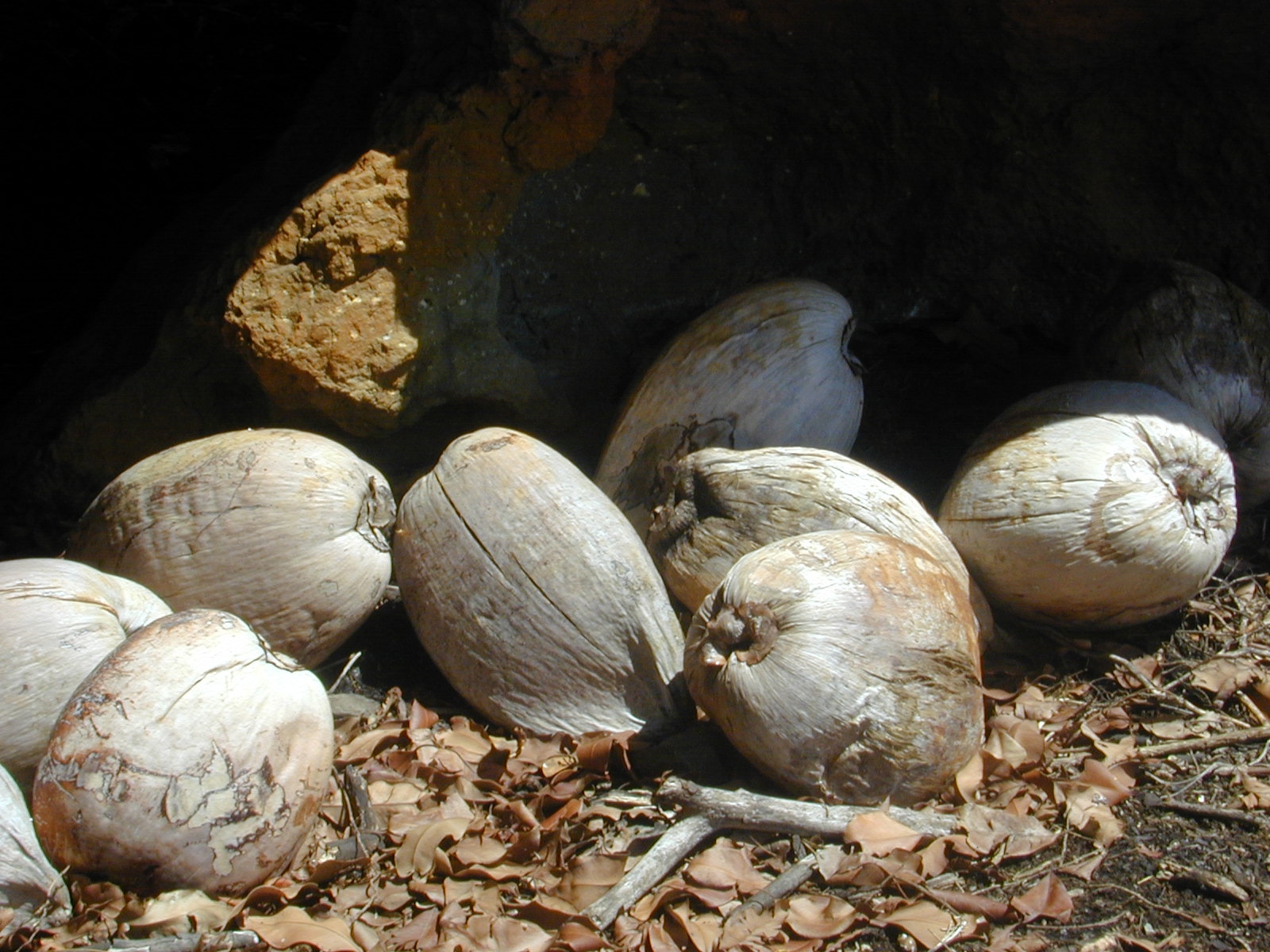
Cocos secos
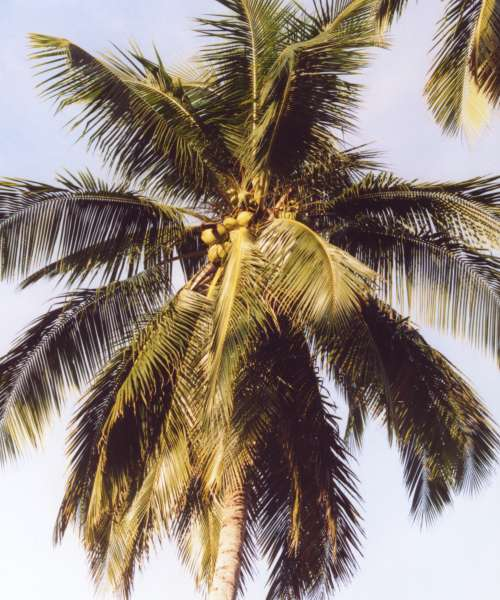
Copa do coqueiro

## Produção mundial de coco
| País                                     | Produção em 2018 (milhões de toneladas anuais) |
| ---------------------------------------- | ---------------------------------------------- |
| Indonésia                                | 18,5                                           |
| Filipinas                                | 14,7                                           |
| Índia                                    | 11,7                                           |
| Sri Lanka                                | 2,6                                            |
| Brasil                                   | 2,3                                            |
| Vietname                                 | 1,5                                            |
| Papua-Nova Guiné                         | 1,2                                            |
| México                                   | 1,1                                            |
| Tailândia                                | 0,8                                            |
| Myanmar                                  | 0,5                                            |
| Total mundial                            | 61,8                                           |
| Fonte: Food and Agriculture Organization |                                                |

## Produção no Brasil

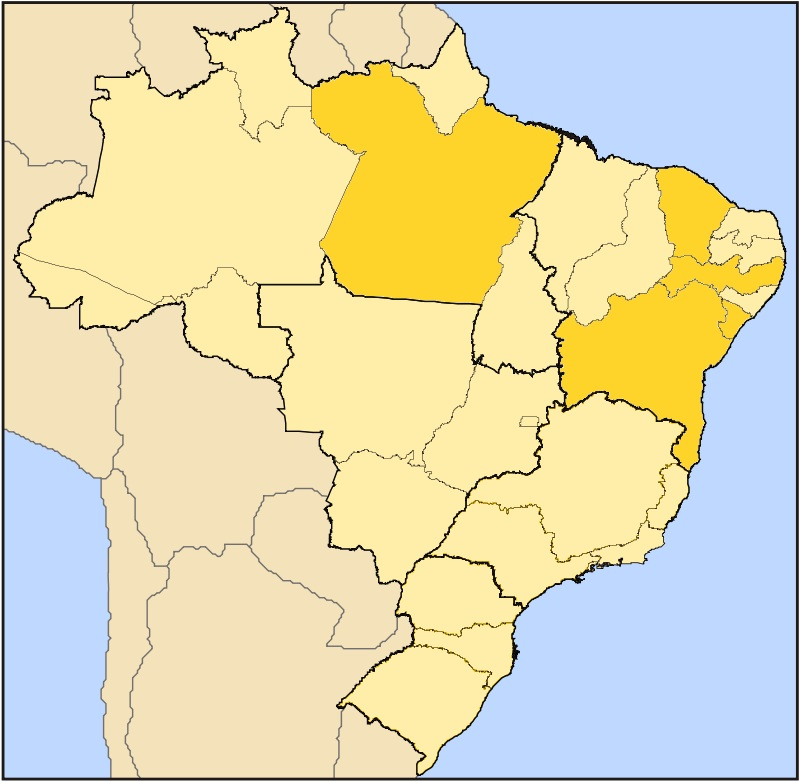
Principais estados produtores de coco no Brasil.

Em 2017, a Região Nordeste foi a maior produtora de coco do país, com 74,0% da produção nacional. A Bahia produziu 351 milhões de frutos, o Sergipe, 234 milhões, e o Ceará 187 milhões. Porém, o setor vem sofrendo forte concorrência e perdendo mercado para Indonésia, Filipinas e Índia, os maiores produtores mundiais, que chegam a exportar água de coco para o Brasil. Além dos problemas climáticos, a baixa produtividade dos coqueiros na Região Nordeste é o resultado de fatores relacionados à variedade de coco explorada e ao nível tecnológico empregado nas regiões litorâneas. Nessas áreas, ainda predomina o sistema de cultivo semiextrativista, com baixa fertilidade e sem adoção de práticas de manejo cultural. Os três estados que possuem as maiores produções, Bahia, Sergipe e Ceará, apresentam rendimento três vezes menor que o de Pernambuco, que está em 5º na produção nacional. Isso porque grande parte dos coqueirais desses três estados estão localizados em zonas litorâneas e cultivados em sistemas semiextrativistas. Em 2019, o Pará era o 3° maior produtor do país, com 191,8 milhões de frutos, perdendo apenas para a Bahia e o Ceará.

## Uso

Coqueirais na área metropolitana do Recife, em Pernambuco, Brasil.

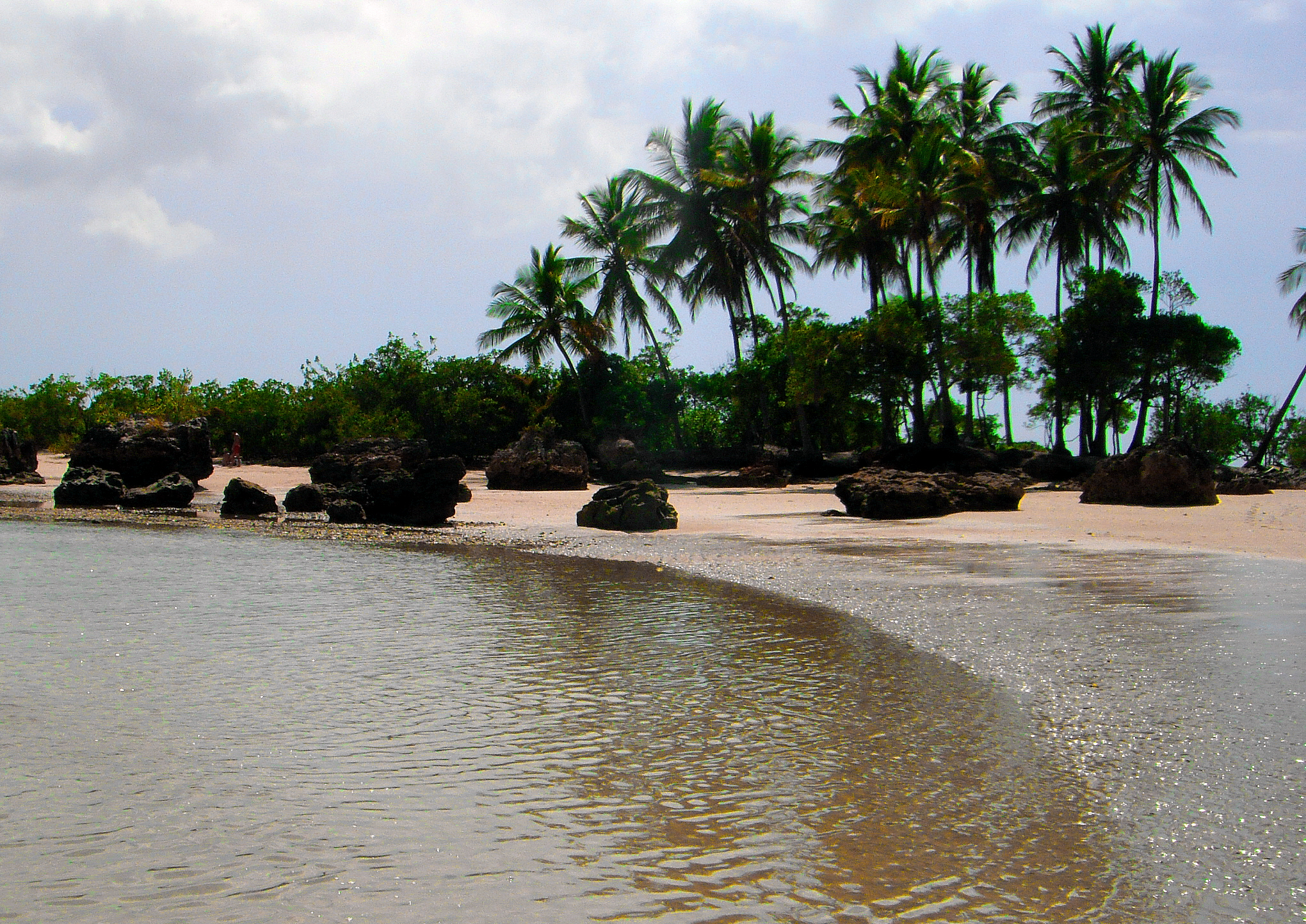
Coqueiros em Morro de São Paulo, no estado brasileiro da Bahia.

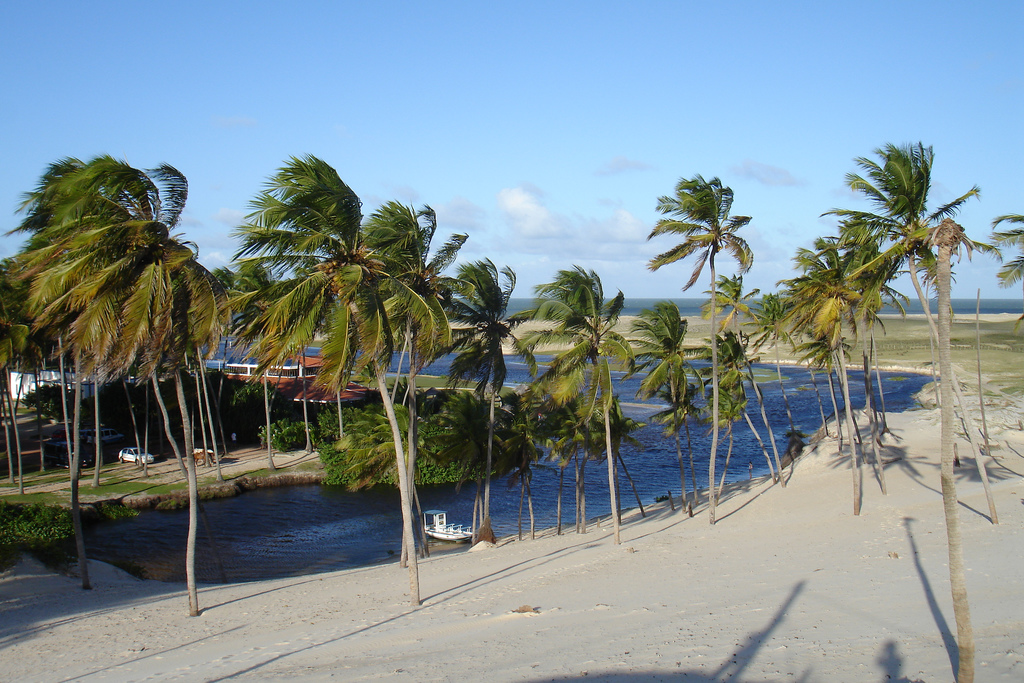
Coqueiros em Barra de Punaú, no Rio Grande do Norte, Brasil.

Todas as partes do coco, salvo talvez as raízes, são úteis e as árvores têm comparativamente um alto rendimento (até 75 cocos por ano); ele então possui significativo valor econômico. De fato em Sânscrito o nome para o coqueiro é kalpa vriksha, o qual se traduz como "a árvore que fornece todas as necessidades da vida". Os usos das várias peças da palma incluem:
1. O branco, parte gorda da semente, é comestível (fresco) e usado (seco e dissecado) em culinária;
2. A cavidade é cheia de "água de coco", líquido que contém os açúcares que são usados como uma bebida refrescante, e na composição da sobremesa gelatinosa nata de coco;
3. Leite de coco (que tem aproximadamente 17% de gordura) é feito processando o coco ralado com água quente que extrai o óleo e os compostos aromáticos;
4. O Vinho de palma, obtido da fermentação da seiva obtido pela incisão da base das inflorescências do coqueiro forma uma bebida conhecida em inglês por "toddy", nas Filipinas chamada tuba e em Moçambique, sura;[7]
5. Os botões da ponta de plantas adultas são comestíveis e são conhecidos como "cabaço de coco" (embora a colheita desta mate a árvore);
6. O interior da ponta crescente é chamado coração-da-palma ou "palmito" e comido em saladas, chamadas às vezes "salada do milionário" (isto também mata a árvore);
7. Copra é a carne seca da semente, usada para preparar o óleo de coco;
8. A torta de coco, ou resíduo, ou farelo de coco, é o resíduo que fica depois de preparar o óleo é usado como ração para animais;[8][9]
9. O tronco fornece madeira para construção;
10. As folhas fornecem materiais para cestas e palha de telhado;
11. A casca e a fibra de coco podem ser usados para combustível e são uma fonte boa do carvão de lenha;
12. Servem ainda em artesanato no fabrico de joias, utensílios domésticos, objetos decorativos entre outros;
13. Nos teatros, usavam-se metades de casca de coco que, batidas, davam o som de cascos de cavalo;
14. A fibra pode ainda ser usada para a fabricação de cordas e tapetes, para enchimento de estofos e para o cultivo de orquídeas e outras plantas;
15. Havaianos usam o tronco oco para dar forma a um cilindro, que pode servir como recipiente, ou mesmo canoas pequenas.
16. A água do coco tem componentes presentes no plasma do sangue e é conhecida por ter sido usada como um líquido endovenoso de hidratação no passado quando havia uma falta de líquido próprio para transfusão de sangue. A água do coco tem teores elevados de potássio, cloreto e cálcio, porém sua osmolaridade média é de cerca de 500mOsm, contra 300mOsm do plasma sanguíneo. Já foi indicada em situações emergenciais em que se pretendia o aumento destes eletrólitos , porém, sabe-se hoje que seu uso endovenoso deve ser proscrito visto que além de haver diferença nas osmolaridades, os antígenos ali presentes podem desencadear choque por anafilaxia ou hemólise autoimune.
17. As raízes do coqueiro são flexíveis e eram empregadas para confecção de cestos conhecidos como samburás, utilizados por pescadores para guardar os peixes, enquanto pescavam em canoas ou jangadas.

## Coco no folclore
A lenda popular da Indonésia denominada Hainuwele ("A rapariga do coco") conta a história da introdução do coqueiro em Seram.[carece de fontes?]